# Leiodes triepkii
Leiodes triepkii är en skalbaggsart som först beskrevs av Schmidt 1841.  Leiodes triepkii ingår i släktet Liodes, och familjen mycelbaggar. Arten är reproducerande i Sverige.